# Jazyková nařízení
Jazyková nařízení je označení pro výnosy rakouské (předlitavské) vlády z roku 1880 a 1897–1898. Ta upravovala používání češtiny a němčiny jako úředních jazyků a představovala jeden z pokusů o řešení česko-německých národnostních sporů.
V roce 1880 byla vydána tzv. Stremayrova jazyková nařízení, která v Čechách a na Moravě zrovnoprávnila češtinu a němčinu ve vnějším úředním styku, tzn. že na podání v češtině mělo být odpovězeno rovněž česky.
Vnitřní úřadování však zůstalo německé, a to až do roku 1897, kdy byla vydána tzv. Badeniho jazyková nařízení. Ta zrovnoprávnila češtinu a němčinu i ve vnitřním úřadování. Úředník, který přijal podání v češtině, tak byl nucen vyřídit celou věc rovněž česky. Badeniho nařízení však pochopitelně vyvolala odpor Němců a přispěla k pádu jeho vlády.
Obdobně neuspěla ani Gautschova jazyková nařízení či Thunův jazykový zákon. V tzv. Svatodušním programu z roku 1899 německé politické strany z českých i alpských zemí odmítly jazykové požadavky Čechů i federalizaci Předlitavska. Konflikty výrazně zhoršily vztah mezi Čechy a Němci, což nakonec přispělo k rozpadu Rakouska-Uherska na konci první světové války.